# Annona montana
El guanábano de loma,  guanábano cimarrón o guanábana de montaña  (Annona montana) es una especie de árbol perteneciente a la familia de las anonáceas. Es nativa de América tropical, desde Costa Rica hasta el sur de Brasil.

## Descripción
Es un árbol de hasta 6 metros, se encuentra ampliamente distribuido en América del Sur por sus frutos comestibles. Aunque su distribución va desde Centroamérica hasta el sur de Brasil. Se encuentra en bosques ribereños, semicaducifolios, secundarios y matorrales
Ramifica desde cerca de la base, su copa es muy irregular. Tiene hojas simples alternas, las flores son  amarillentas. guarda mucha relación con Annona muricata, pero tiene una copa más extendida y hojas brillantes. Es un poco más resistente en comparación  a esta especie y da frutos durante todo el año. Tolera breves descensos de temperatura hasta 24 °F (−4 °C) cuando está completamente desarrollado. Su polen se desprende en tétradas permanentes. 
Tiene un fruto globoso de hasta 15 cm de diámetro, con restos del gineceo a modo de espinas, con una piel de color verde oscuro. La pulpa amarilla y fibrosa, es aromática, ácida y amarga y contiene muchas semillas  de color marrón claro. 
Hay antecedentes de su uso como medicina tradicional.

## Taxonomía
Annona montana fue descrita por James Macfadyen y publicado en The Flora of Jamaica 1: 7, en el año 1837.
Etimología
Annona: nombre genérico que deriva del  Taíno Annon.
montana: epíteto latino que significa "de la montaña".
Sinonimia
- Annona marcgravii Mart.
- Annona montana f. marcgravii (Mart.) Porto
- Annona muricata Vell.
- Annona pisonis Mart.
- Annona sphaerocarpa Splitg.[6]

## Nombres comunes
- en checo: mountain soursop
- en alemán: Schleimapfel
- en inglés: Mountain soursop, wild soursop
- en español: guanábana cimarrona, guanábana, guanábana de loma, guanábana de monte, guanábana de perro, taragus, turagua. En Colombia; Guanábana de monte, tucuragua o matimbá.
- en persa: ساپاديل كوهي‎
- en francés: corossolier bâtard
- en guaraní: aratiku
- en japonés: ヤマトゲバンレイシ
- en hindi: पहाड़ी जार साप
- en húngaro: hegyi annóna
- en portugués: araticum, araticum açú, araticum apé
- en chino, 山刺果番荔枝
- en eslovaco: anona